# Michael Arndt
Michael Arndt é um roteirista estadunidense. É conhecido pelo seu primeiro roteiro Little Miss Sunshine (2006), vencedor de diversos prêmios, inclusive o Oscar de melhor roteiro original e, pelo roteiro da animação da Pixar, Toy Story 3 (2010).
Ele também foi creditado sob os pseudônimos Michael deBruyn e Rick Curb , que são usados principalmente para revisões de script.

## Carreira
Arndt escreveu o primeiro rascunho de Little Miss Sunshine em três dias entre 23 e 26 de maio de 2000. A partir desse rascunho inicial, ele fez aproximadamente 100 revisões ao longo de um ano, solicitando contribuições de amigos e familiares. Arndt considerado dirigir o filme sozinho, devido à sua preocupação da história ser "muito pequena e" indie "para obter qualquer atenção real a partir de Hollywood ". Depois que a Endeavor Talent Agency leu o roteiro em julho de 2001, os produtores Albert Berger e Ron Yerxa posteriormente deram o roteiro aos diretores de comerciais e videoclipes Jonathan Dayton e Valerie Faris , que foram imediatamente atraídos pelo projeto. Dayton e Faris foram assinados pelo produtor Marc Turtletaub, que comprou o roteiro de Arndt por $ 250.000, em 21 de dezembro de 2001.
O projeto foi implantado na Focus Features , onde esteve em várias fases de pré-produção por aproximadamente três anos. Durante esse tempo, Arndt foi demitido ao se opor a centralizar a história em Richard Hoover (interpretado por Greg Kinnear no filme), apenas para ser recontratado um mês depois que o novo escritor contratado pela Focus deixou o projeto. Arndt retomou o trabalho no roteiro, que continuou durante a produção e pós-produção : "A cena final do filme foi escrita e [...] filmada cerca de oito semanas antes [de sua estreia no Festival de Cinema de Sundance em 20 de janeiro de 2006] ", disse ele. Após seu lançamento nos cinemas em 18 de agosto de 2006, Little Miss Sunshine  foi aclamado e ganhou diversos prêmios e prêmios.

## Filmografia
| Ano  | Título                          | Função            | Notas                                                                                                |
| ---- | ------------------------------- | ----------------- | --- |
| 2006 | Little Miss Sunshine            | Roteiro           | Oscar de Melhor Roteiro Original BAFTA de Melhor Roteiro Original                                    |
| 2008 | WALL·E                          | Equipe de criação | |
| 2010 | Toy Story 3                     | Roteiro           | Indicado - Prêmio da Academia de Melhor Roteiro Adaptado Indicado - BAFTA de Melhor Roteiro Adaptado |
| 2011 | Cars 2                          | Equipe de criação | |
| 2013 | Oblivion                        | Roteiro           | Creditado como Michael deBruyn                                                                       |
| 2013 | The Hunger Games: Catching Fire | Roteiro           | Creditado como Michael deBruyn                                                                       |
| 2015 | A Walk in the Woods             | Roteiro           | Creditado como Rick Kerb                                                                             |
| 2015 | Star Wars: The Force Awakens    | Roteiro           | |
| 2018 | Incredibles 2                   | Consultor         | |